# Włodzimierz Białoszewicz
Włodzimierz Białoszewicz ps. „Wiktor I”, „Dan”, „Kłos” (ur. 16 czerwca 1902 w Brodzicy, zm. 21 sierpnia 1999 we Wrocławiu) – rotmistrz kawalerii Wojska Polskiego.

## Życiorys
Włodzimierz Białoszewicz urodził się 16 czerwca 1902 roku w Brodzicy, w rodzinie Stefana, nauczyciela, i Anny z Krynickich. W 1914 roku, po wybuchu I wojny światowej, został ewakuowany do miasta Starodub, skąd powrócił w 1919 roku. 
15 sierpnia 1931 roku Prezydent RP Ignacy Mościcki mianował go podporucznikiem ze starszeństwem z dniem 15 sierpnia 1931 roku i 4. lokatą w korpusie oficerów kawalerii, a Minister Spraw Wojskowych wcielił do 16 pułku Ułanów Wielkopolskich w Bydgoszczy. 1 marca 1935 roku został awansowany na porucznika ze starszeństwem z dniem1 stycznia 1935 roku i 11. lokatą w korpusie oficerów kawalerii. Do maja 1939 roku był młodszym oficerem szwadronu kawalerii KOP „Mizocz”.
W kampanii wrześniowej 1939 roku walczył jako dowódca I plutonu w 3 szwadronie 1 pułku kawalerii KOP w rejonie Wielunia. 12 września dowodził atakiem pod Górą Kalwarią. Był dwukrotnie ranny. 
W listopadzie 1939 roku na rozkaz Stefana Roweckiego wyjechał do okupowanego przez sowietów Lwowa, gdzie do 1941 był urzędnikiem w biurze garaży przy Zarządzie Miasta, a jednocześnie działał w ZWZ. Od kwietnia 1940 roku do maja 1941 roku był komendantem Okręgu Lwów Zachód ZWZ. 11 września 1942 roku został awansowany na rotmistrza. Od stycznia 1942 roku do 31 lipca 1944 roku pełnił funkcję komendanta Dzielnicy Zachodniej Inspektoratu Lwów-Miasto AK. Od kwietnia 1944 roku organizował terenowe oddziały leśne odtwarzanego 14 pułku Ułanów Jazłowieckich AK.
Od września 1944 roku dowodził batalionem „D” Zgrupowania Warta. Od 1945 roku współpracował ze Zrzeszeniem WiN, m.in. był kierownikiem organizacyjnym tworzonego Wydziału Informacji w Okręgu WiN Jelenia Góra. W swoim mieszkaniu prowadził odprawy dla kierowników rejonowych WiN. Odbierał raporty informacyjne i korespondencję z rejonów i zorganizował sieć kolportażową okręgowego pisma WiN „Wolność”. 12 czerwca 1946 roku został aresztowany pod fałszywym nazwiskiem „Woźniak”. W styczniu 1947 roku skazany na karę 9 lat pozbawienia wolności i osadzony w Zakładzie Karnym we Wronkach. 12 czerwca 1954 roku został zwolniony z więzienia. Później był inspektorem w przedsiębiorstwie i w Spółdzielni Ogrodniczej. Był inwigilowany przez SB. Działał w ZBoWiD. 11 grudnia 1991 roku wyrok na niego został unieważniony. 
31 stycznia 1994 roku został pułkownikiem w stanie spoczynku.

## Ordery i odznaczenia
- Krzyż Walecznych - 1939
- Złoty Krzyż Zasługi z Mieczami - 1945
- Srebrny Krzyż Zasługi - 1936